# عبد الحفيظ نوفل
عبد الحافظ نوفل (17 يوليو 1951 -) سياسي ودبلوماسي فلسطيني.

## النشاة والتحصيل العلمي
وُلد عبد الحفيظ نوفل في 17 يوليو 1951 في قرية راس كركر في محافظة رام الله والبيرة. حاصل على درجة البكالوريوس في الآداب، ودرجة الماجستير في العلاقات الدولية من جامعة تاراس شفتشينكو الوطنية في كييف.

## العمل السياسي
أشرف نوفل على الأنشطة الاقتصادية لمنظمة التحرير الفلسطينية في أفريقيا بين عامي 1981 و1986، عندما كان يرأس جمعية أعمال شهداء فلسطين «مؤسسة صامد». ثم شغل منصب مدير إدارة العلاقات الدولية حتى عام 1994. بعد اتفاقيات أوسلو، عاد إلى الأراضي الفلسطينية، وعمل مساعدًا لوزير الاقتصاد الوطني حتى عام 2008، عندما أصبح نائبًا للوزير.
في عام 2012، أصبح نوفل سفيرًا لدولة فلسطين لدى جنوب أفريقيا وسفيرًا غير مقيمًا لدى جمهورية ناميبيا. ثم في أوائل عام 2015 عينه الرئيس الفلسطيني محمود عباس ليصبح السفير الفلسطيني لدى روسيا.